# Hans-Henning-Holm-Preis
Der Hans-Henning-Holm-Preis wird in Erinnerung an den Schriftsteller, Bühnen- und Hörspielautor Hans Henning Holm und dessen Werk seit 1988 für besondere Leistungen auf dem Gebiet des niederdeutschen Hörspiels vergeben.
Eingerichtet durch die DIANA-Krankenhausbetriebsgesellschaft mbH in Bad Bevensen, erfolgte die Vergabe des Preises von 2005 bis 2017 alle vier Jahre durch die Niedersächsische Sparkassenstiftung im Rahmen der Jahrestagung für Niederdeutsch, der sogenannten Bevensen-Tagung. Er war 2017 mit 1.500 Euro dotiert. Nach dem Rückzug der Sparkassenstiftung aus der Förderung wurde 2022 das Preisgeld einmalig durch eine anonyme Spenderin gestiftet.

## Preisträger
- 1988: Ursel Meyer
- 1991: Udo Franken
- 1994: Wolfgang Sieg
- 1996: Christina Sufka/Erhard Brüchert
- 1999: Wolfgang Sieg
- 2002: Erich R. Andersen
- 2005: Ursel Meyer für Dreihmusik
- 2009: Birgit Lemmermann für Kaffeetafel mit Fliege
- 2013: Heinke Hannig für Schattenkind
- 2017: Heinke Hannig für Summernacht[2]
- 2022: Martha-Luise Lessing für De Reis na Fa[3]